# Yukiya Tamashiro
Yukiya Tamashiro (født 10. september 1993) er en japansk fodboldspiller.
Han har spillet for flere forskellige klubber i sin karriere, herunder FC Ryukyu.